# アルファロメオ・P33ロードスター
アルファロメオ・P33ロードスター（Alfa Romeo P33 Roadster）はアルファロメオのコンセプトカー。

## 概要
アルファロメオ・33ストラダーレ用シャシーに2座バルケッタ・ボディを被せた車。ウェッジシェイプでありながら波打つようなサイドラインが特徴。

## 特徴
ドアはメルセデス・ベンツSLRスターリング・モスと同じ形式のポップアップ式ドア。